# Vorsivka, Malîn
Vorsivka (în ucraineană Ворсівка) este localitatea de reședință a comunei Vorsivka din raionul Malîn, regiunea Jîtomîr, Ucraina.

## Demografie
Componența lingvistică a localității Vorsivka
     Ucraineană (96,79%)
     Rusă (3,21%)
Conform recensământului din 2001, majoritatea populației localității Vorsivka era vorbitoare de ucraineană (96,79%), existând în minoritate și vorbitori de rusă (3,21%).